# Pokémon Colosseum
Pokémon Colosseum (ポケモンコロシアム?, Pokemon Koroshiamu) è il primo videogioco della serie Pokémon pubblicato per Nintendo GameCube. È stato sviluppato da Genius Sonority, pubblicato da The Pokémon Company e distribuito da Nintendo. A differenza dei titoli precedenti, il gioco non prevede incontri casuali con Pokémon selvatici. Al loro posto è possibile, in determinate circostanze, sottrarre i Pokémon ad altri allenatori. Sono disponibili anche diverse modalità di battaglia sia per uno sia per più giocatori, analoghe a quelle presentate in Pokémon Stadium per Nintendo 64.
Il gioco è ambientato nella regione desertica di Auros. Il giocatore veste i panni di Luca, un ex membro del Team Clepto. Durante l'avventura, il giocatore salva i cosiddetti "Pokémon Ombra", creature i cui cuori sono stati resi oscuri dall'organizzazione malvagia detta Team Cripto. È accompagnato da Chiara, un personaggio non giocante che funge da spalla e identifica tali creature, che non sono normalmente distinguibili all'occhio umano.
Pokémon Colosseum è stato presentato all'E3 2003. I preordini nordamericani contenevano al loro interno un disco bonus che consentiva al giocatore di scaricare il Pokémon Jirachi. Il gioco è stato generalmente ben accolto, ricevendo elogi per la grafica e la colonna sonora.

## Trama

### Ambientazione
Pokémon Colosseum è ambientato nella regione di Auros, una regione prevalentemente desertica nella quale, a differenza del sequel, Pokémon XD: Tempesta Oscura, non è possibile trovare Pokémon selvatici. È costituita da varie città, paesi e arene.

### Personaggi
Il protagonista del gioco è di default chiamato Luca, ma il giocatore può cambiare il suo nome. Non può tuttavia selezionarne il sesso. I Pokémon iniziali sono un Espeon e un Umbreon, rispettivamente al livello 25 e 26. Poco dopo l'inizio del gioco, il giocatore incontra il suo partner, Chiara, che lo accompagnerà nel suo viaggio e userà la sua capacità di distinguere i Pokémon Ombra per aiutare a combattere gli antagonisti. Il Team Clepto, un'organizzazione criminale che utilizza la tecnologia della Cleptatrice per catturare i Pokémon degli allenatori, funge inizialmente da antagonista. Tuttavia in seguito si apprenderà che è il Team Cripto, un'altra associazione malvagia, a essere il nemico principale, e che quest'ultima organizzazione collabora con la Clepto per ottenere nuovi Pokémon da trasformare in Pokémon Ombra per il proprio profitto. L'organizzazione Cripto impiega anche numerose reclute, oltre a quattro ufficiali (detti "Criptenenti"): l'amante della discoteca Discoball, il bodybuilder Yokozuna, la "regina" del sottosuolo Venus e lo scienziato stratega Genus.

### Storia
L'allenatore protagonista, un ragazzo di nome Luca, si infiltra nel Team Clepto e ne distrugge il covo con un esplosivo, fuggendo poi assieme ai suoi fidi Espeon e Umbreon. Dopo una sosta al Chiosco Sperduto giunge nella cittadina di Diamantopoli, dove scorge due uomini dall'aria sospetta trascinare un pesante sacco. Dopo averli sconfitti in battaglia, Luca scioglie il sacco trovando così Chiara, una ragazza con l'abilità di distinguere i Pokémon Ombra, creature private artificialmente delle emozioni e trasformate in spietate macchine da guerra. Più tardi Luca e Chiara si imbattono in tre reclute del Team Clepto, le quali rivelano alla ragazza che Luca in passato era un membro del Team Clepto e un abile ladro di Pokémon. Chiara allora propone al compagno di unire le forze per trovare e sottrarre ai proprietari tutti i Pokémon Ombra, così da farli poi tornare nello stato originale.
Dopo aver lasciato Diamantopoli, il duo visita la città di Sulfuria, dove Chiara era stata precedentemente rapita. Lì i Pokémon Ombra vengono dati in premio ai vincitori dei tornei che si svolgono nell'arena locale. La polizia del luogo non ha il potere di fermare la pratica, quindi Rodrigo, un uomo influente di Sulfuria, chiede a Luca di partecipare al torneo e indagare. Luca prende parte alla sfida e conquista il titolo di campione, riuscendo così a infiltrarsi assieme a Chiara nel covo del Team Cripto, una seconda organizzazione criminale dedita alla creazione e al commercio dei Pokémon Ombra, ma i due ragazzi vengono subito smascherati. La coppia quindi si fa strada attraverso la struttura, in fondo alla quale affronta e sconfigge Discoball, eccentrico Criptenente che spadroneggia nella città.
Su suggerimento di un'indovina, Chiara e Luca si dirigono poi al Villaggio Sofo, un agglomerato boscoso tra le montagne, dove abitano Salapuzio e Annosa, i nonni di Chiara. Giunti lì apprendono che il Monolito, un santuario protetto dal Pokémon leggendario Celebi, è stato attaccato dal Team Cripto. Seguendo l'anziano al sacello, Luca riesce a salvare il Monolito dalla distruzione, scoprendo inoltre che è l'unico luogo dove i Pokémon Ombra possono essere purificati, tornando quindi allo stato originale. Ricevono però un'e-mail da Rodrigo, che rivela loro che il Monte Lotta, un vulcano attivo convertito in una struttura per le battaglie tra Pokémon, è stato anch'esso preso di mira.
Dopo aver raggiunto il Monte Lotta, Luca e Chiara apprendono che la Cripto ha già preso il controllo della prima sezione della montagna. Dopo essersi fatti strada contro vari Allenatori, Luca affronta il Criptenente Yokozuna, possessore di un Entei Ombra. Dopo averlo sconfitto, Luca si dirige a Ipogea, una città sotterranea situata nel sottosuolo di Sulfuria e interamente controllata dalla Cripto attraverso la Criptenente Venus, donna vanesia e arrogante in possesso di un Suicune Ombra. Dopo averla affrontata in battaglia e messa in fuga, Luca e Chiara si dirigono al Laboratorio Pokémon Ombra, dove riescono a sabotare e a bloccare la produzione di Pokémon Ombra e a sconfiggere Genus, ultimo membro del quartetto e proprietario della bestia leggendaria Raikou.
Luca e Chiara si dirigono infine alla Torre Colossale, luogo nel quale sono costretti ad affrontare nuovamente i Criptenenti, guadagnandosi così l'accesso al Colosseo in cima all'edificio. Lì un misterioso figuro di nome Nascour accoglie il duo, facendolo combattere contro quattro Allenatori d'elite prima di affrontare Luca lui stesso. Benché abbia un potente Metagross Ombra dalla sua parte, non può però competere con il giovane. Dopo la sconfitta Nascour prova a chiedere una rivincita, ma viene interrotto dal Sindaco di Diamantopoli. Quest'ultimo rivela di essere Malerio, il vero capo dell'organizzazione Cripto sotto mentite spoglie, e affronta Luca armato di un Tyranitar Ombra. Quando Luca lo sconfigge, Malerio tenta di scappare in elicottero, ma il leggendario Pokémon Ho-Oh irrompe nell'arena e fa a pezzi il velivolo con la mossa Magifuoco. Malerio e Nascour vengono quindi arrestati.
Dopo lo scorrere dei titoli di coda, Luca e Chiara vengono a conoscenza del fatto che la Cleptatrice nel rifugio del Team Clepto sia stata riparata, sebbene ciò si riveli essere solo una trappola per attirarlo in pericolo. In seguito, il duo annienta le ultime sacche di resistenza della Cripto rimaste nel Laboratorio Pokémon Ombra e nell'Arena Abissale. Infine, dopo che si sono catturati 47 Pokémon Ombra, Luca viene avvisato dell'esistenza di un individuo che si spaccia per lui che sta attaccando dei civili con un Togetic Ombra, ultimo Pokémon Ombra rimasto. I due si fronteggiano al Chiosco Sperduto, luogo d'inizio dell'avventura.

## Modalità di gioco

Durante la battaglia sono visibili livello, punti ferita e specie dei Pokémon in campo. In questo screenshot di battaglia un'allenatrice di Pokémon Rubino o Zaffiro controlla uno Swampert

Pokémon Colosseum è il primo videogioco di ruolo 3D della serie Pokémon. Presenta due differenti modalità di gioco. Nella modalità Storia il protagonista è un allenatore che possiede un esemplare di Espeon e uno di Umbreon. L'altra modalità condivide le caratteristiche di Pokémon Stadium per Nintendo 64, sebbene venga introdotta la Lotta in Doppio.

### Modalità Storia
In questa modalità il giocatore, controllando un Allenatore di Pokémon di nome Luca (nome predefinito) con una prospettiva in terza persona, si muove attraverso varie città e paesi separati tra loro, combattendo gli Allenatori nemici e proseguendo con la storia. Quando inizia una battaglia, lo schermo passa a un'interfaccia a turni in cui i Pokémon del giocatore e dei nemici si affrontano tra loro. La maggior parte delle battaglie sono del formato "Lotta in Doppio". Tuttavia, ogni Allenatore può trasportare fino a sei Pokémon contemporaneamente, quindi una volta sconfitto un Pokémon, il suo Allenatore deve sostituirlo a meno che non sia l'ultimo rimasto. Le battaglie vengono condotte anche nelle arene in diverse città.
A differenza della maggior parte dei giochi Pokémon, Colosseum non prevede incontri casuali: il giocatore inizia con due Pokémon fissi (non vi è quindi alcuna scelta del Pokémon iniziale), mentre gli altri vengono ottenuti "rubandoli" ad altri allenatori usando Poké Ball. Solo "Pokémon Ombra" specificatamente designati, i cui cuori sono stati chiusi artificialmente, possono essere catturati. Pokémon Colosseum è compatibile con i videogiochi della terza generazione Pokémon Rubino e Zaffiro, Pokémon Rosso Fuoco e Verde Foglia e Pokémon Smeraldo per Game Boy Advance, purché si possieda il cavo di trasferimento Game Boy Advance-GameCube, permettendo il trasferimento di Pokémon leggendari come Ho-Oh, Entei, Raikou e Suicune nei titoli della terza generazione.
Ciascun Pokémon Ombra del giocatore ha una barra viola che viene gradualmente svuotata entrando in confidenza con il giocatore. Una volta che la barra di un Pokémon è vuota, il giocatore può "purificarlo" portandolo al santuario di Celebi nel Villaggio Sofo, o usando il "Flauto del Tempo", un raro oggetto di cui sono ottenibili solo pochi esemplari. Purificare i Pokémon Ombra è un'operazione vantaggiosa per il giocatore, in quanto i Pokémon, mentre si trovano in quello stato, spesso disobbediscono agli ordini del giocatore, non possono guadagnare punti esperienza e le loro mosse sono inizialmente limitate alla sola "Ombroraffica". Inoltre, i Pokémon Ombra entreranno sporadicamente nell'"Iperstato" durante la battaglia, disobbedendo al giocatore o attaccando se stessi fino a quando la condizione non viene rimossa: per questo motivo è presente il comando di battaglia "Chiama", non presente nei giochi della serie principale.

### Modalità Colosseum
Oltre alla Modalità Storia, Colosseum offre anche diverse modalità di battaglia. Nella modalità "Lotta Subito", il giocatore può affrontare delle lotte contro la CPU, utilizzando delle squadre di Pokémon predefinite, e con la possibilità di scegliere il tipo di lotta (Singolo o Doppio) e anche il livello di difficoltà (scegliendo tra Facile, Medio, Difficile ed Estremo) usando Pokémon ottenuti nella Modalità Storia o assegnati casualmente. Le battaglie in questa modalità non permettono di guadagnare punti esperienza o denaro.
Nella modalità Lotte Colosseum per un solo giocatore è possibile gareggiare nelle varie Arene, gli stadi utilizzati durante il gioco per le battaglie Pokémon usando i Pokémon ottenuti nella modalità Storia o registrando i Pokémon ottenuti nelle versioni Pokémon Rubino, Zaffiro, Rosso Fuoco, Verde Foglia e Smeraldo, usando l’apposita modalità "Registra Pokémon". È inoltre possibile guadagnare "Poké Coupon", valuta che può essere utilizzata per acquistare oggetti rari. È inoltre presente la modalità "Monte Lotta VS 100", nella quale bisogna sconfiggere cento allenatori di fila.
Nella modalità Lotte Colosseum per più giocatori, fino a quattro persone possono gareggiare tra di loro. Il primo può utilizzare i Pokémon ottenuti nella modalità storia o dai giochi per Game Boy Advance. Gli altri, tuttavia, possono usare solo i Pokémon dei giochi per Game Boy Advance. È possibile fare lotte in Singolo, in Doppio o Multiple, scegliere anche l’Arena nella quale combattere e stabilire anche alcune regole (come ad esempio impedire l’uso di determinate mosse, oppure limitare il livello di ciascun Pokémon).

## Sviluppo e distribuzione

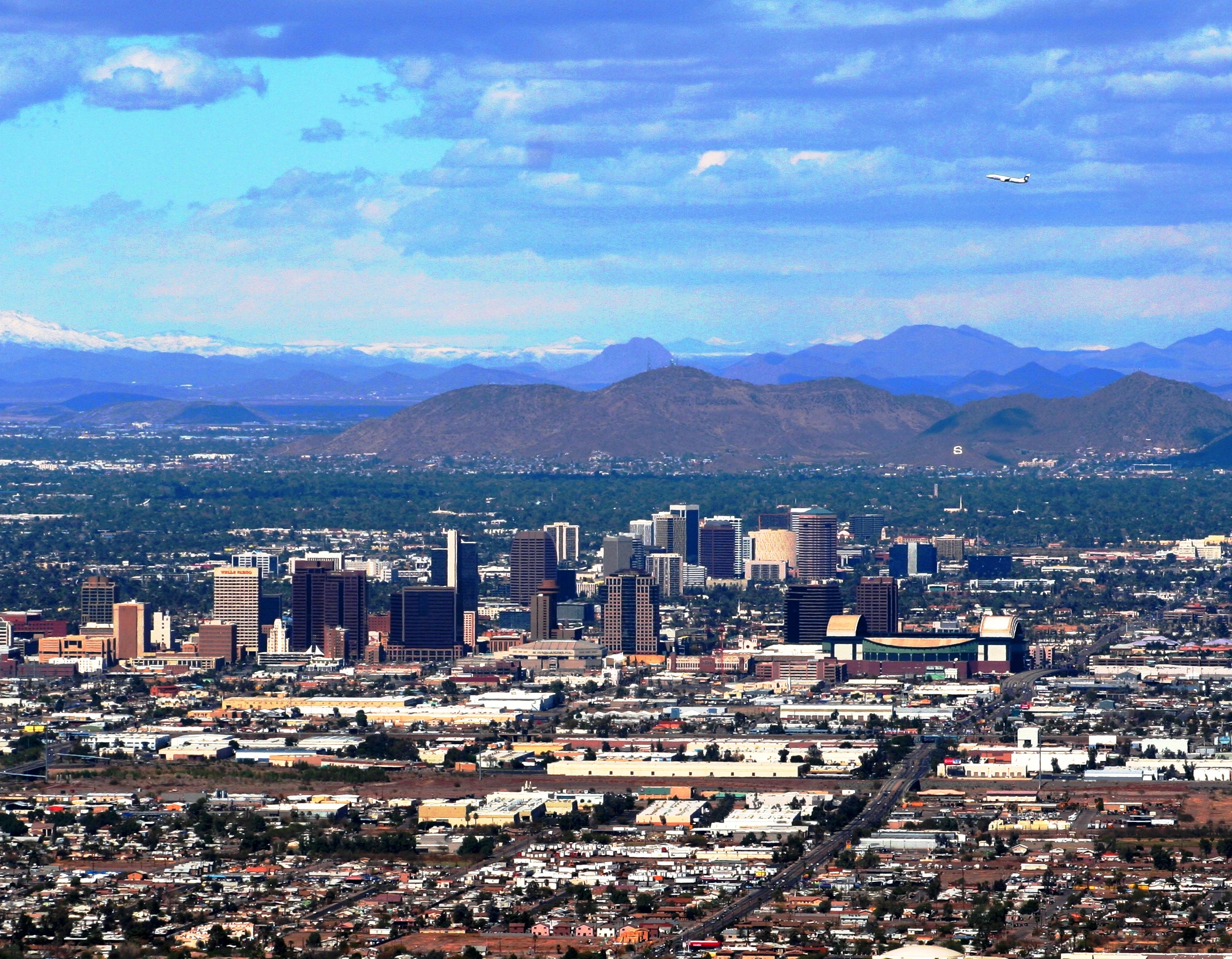
La città di Phoenix, in Arizona è stata usata come fonte di ispirazione per la regione di Auros.

Pokémon Colosseum è stato sviluppato dall'azienda giapponese sviluppatrice di giochi Genius Sonority e pubblicato da Nintendo. Proprio come i predecessori Pokémon Stadium e Pokémon Stadium 2 erano stati le controparti per console fissa, in quel caso il Nintendo 64, dei titoli portatili di prima e seconda generazione, Colosseum aveva un ruolo simile per la terza generazione.
Nel gennaio 2003, le riviste Nintendo Dream e Famitsū menzionarono un nuovo titolo Pokémon in arrivo su GameCube, un possibile sequel di Pokémon Stadium 2 e che avrebbe richiesto le cartucce di Pokémon Rubino e Zaffiro.
Quando, in un'intervista di Prima Games, è stato chiesto allo sviluppatore Junichi Masuda perché il gameplay di Colosseum non rispecchiasse quello dei giochi Pokémon portatili, questi ha dichiarato: "Il modo in cui i giocatori comunicano tra loro è stato fondamentale per i giochi Pokémon: è la spina dorsale di tutta la serie. Ritengo che i sistemi portatili funzionino meglio delle console domestiche. È certamente possibile elaborare nuovi concept per queste ultime, ma potremmo dover cambiare il nucleo del gioco".
Il passaggio al 3D ha portato anche nuovi cambiamenti grafici. Luca era stato progettato per sembrare un ragazzo "nebuloso" di circa 17 anni. Genius Sonority ha importato la maggior parte dei modelli e delle animazioni dei Pokémon di prima e seconda generazione da Stadium e Stadium 2. La città di Phoenix, in Arizona, è stata utilizzata come riferimento per la regione di Auros. Nel complesso, la grafica è stata influenzata maggiormente dal manga rispetto al resto dei giochi della serie Pokémon.
Un'anteprima del gioco è stata presentata all'E3 del 2003. Il gioco è stato pubblicato il 21 novembre 2003 in Giappone, il 22 marzo 2004 in Nord America e il 14 maggio dello stesso anno in Europa.
Nintendo ha anche pubblicato media supplementari per sbloccare contenuti aggiuntivi. Le copie preordinat contenevano un disco bonus contenente i trailer del gioco e del film Pokémon: Jirachi Wish Maker. Il disco nordamericano contiene anche l'esclusivo Pokémon Jirachi che può essere scaricato sulla copia del giocatore di Rubino o Zaffiro. La versione giapponese contiene invece un Celebi scaricabile e richiede un file di salvataggio completo di Pokémon Colosseum. Il disco aggiorna anche il software in Rubino e Zaffiro per rimuovere un glitch scoperto nel 2003. Nonostante l'attesa del pubblico, il Bonus Disc non è stato reso disponibile nei territori PAL, cosa che ha spinto Nintendo a rilasciare scuse ufficiali. Jirachi, tuttavia, è stato successivamente incluso nella versione PAL di Pokémon Channel. In Giappone sono state rese disponibili carte scannerizzabili per il Nintendo e-Reader che includevano allenatori contro cui combattere e Pokémon Ombra aggiuntivi.

## Accoglienza
| Testata                           | Giudizio |
| --------------------------------- | -------- |
| GameRankings (media al 14-4-2010) | 73,46%   |
| Metacritic (media al 15-3-2012)   | 73/100   |
| AllGame                           | 3,5/5    |
| Computer and Video Games          | 9/10     |
| Famitsū                           | 33/40    |
| GamePro                           | 70%      |
| Gamers Hell                       | 7,9/10   |
| GameSpot                          | 7,3/10   |
| GameSpy                           | 3/5      |
| GameZone                          | 8,5/10   |
| IGN                               | 7,5/10   |
| Nintendo Power                    | 94%      |

Pokémon Colosseum ha ricevuto punteggi di 73/100 e 73,46% rispettivamente dagli aggregatori Metacritic e GameRankings. Il cronista di Allgame Scott Alan Marriott ha assegnato al gioco tre stelle e mezzo su cinque, sebbene non lo avesse esaminato con sufficiente profondità.
I critici hanno elogiato Colosseum come il primo vero videogame di ruolo 3D della serie Pokémon. Il recensore di Gamers Hell John K. lo ha definito "sicuramente un passo nella giusta direzione verso un buon gioco Pokémon in 3D", anche se ha ritenuto che il numero limitato di Pokémon e la mancanza di un vero mondo esplorabile abbiano sminuito l'esperienza. Il cronista di IGN Craig Harris ha detto che l'adattamento della formula dei giochi di ruolo Pokémon al 3D "fa un lavoro abbastanza decente" ed è "un po' più lineare e diretto".
La nuova grafica 3D ha ricevuto commenti contrastanti. Harris ha definito il gioco "graficamente... un miscuglio", elogiando lo stile visivo dei Pokémon del gioco ma criticando lo stile "scarsamente modellato e animato, spigoloso" degli allenatori. Il revisore di GameSpot Ryan Davis ha offerto un'opinione simile, concludendo che "lo stile visivo... è andato fuori strada". Star Dingo di GamePro ha descritto la grafica nel suo insieme come "follemente carina" ma ha criticato la mancanza di animazioni che mostrano due Pokémon che attaccano assieme. La recensione di GameZone ha assunto una posizione più favorevole, affermando che "le animazioni sono brevi ma impressionanti; ogni mossa di attacco è più elaborata e più stravagante sul "Cubo"". Nintendo Power ha condiviso questa opinione, lodando il "sorprendente livello di dettaglio".
GameZone ha confrontato il design generale della città e gli ambienti con quelli del famoso Final Fantasy VII. Dingo si è lamentato del fatto che "ci sono vari personaggi con cui parlare e casse da trovare, ma nessun "mondo sotterraneo" con mostri in libertà da catturare". John K. ha affermato che "le città sono fatte con abbastanza dettagli, ma risultano a volte un po' noiose".
Harris ha denunciato l'utilizzo da parte del gioco delle vecchi versi dei Pokémon, una lamentela più volte ricorrente nella serie. Dingo ha definito la musica nel suo insieme "un po' troppo low-tech e sintetica". GameZone, al contrario, ha affermato che gli effetti sonori evocano nostalgia per Pokémon Rosso e Blu, e che le tracce musicali "hanno più profondità di qualsiasi canzone dei precedenti giochi Pokemon." John K. ha detto che la musica non è né fastidiosa né divertente. Retronauts ha descritto Colosseum come "terribile", citando il riutilizzo della grafica di Pokémon Stadium e Pokémon Stadium 2.
Nel 2006, Nintendo Power ha indicato Colosseum come il 121° miglior videogioco ad apparire su una console Nintendo.

### Vendite
Tre settimane prima della sua uscita, i preordini di Pokémon Colosseum lo hanno reso il gioco più venduto su Amazon.com. Nella prima settimana di vendita del gioco nel Regno Unito, ha aumentato la quota di mercato del GameCube dal 16% al 32%. È stato il gioco GameCube più venduto del maggio 2004 e il quattordicesimo tra tutte le console. Nel 2005, è stato certificato come parte della linea Player's Choice di Nintendo in Nord America, rappresentando almeno 250 000 copie vendute. Nel 2007, ha venduto oltre 1,15 milioni di copie negli Stati Uniti e 656 270 in Giappone. È il gioco di ruolo per GameCube che ha totalizzato il maggior numero di vendite.
In totale, il gioco ha venduto 2,54 milioni di copie in tutto il mondo, diventando così il nono più venduto sulla console.

## Eredità
Pokémon Colosseum ha dato vita a un torneo di alto livello nel Regno Unito intitolato "Pokémon Colosseum Battlemaster 2004". Il primo round di sfide si è svolto presso le location di Toys "R" Us, mentre le battaglie successive si sono tenute in sale cinematografiche. In tutta Europa il gioco è stato fornito in bundle con le console GameCube poco dopo la sua uscita. Le edizioni speciali di questo set includevano anche una copia di Pokémon Box: Rubino e Zaffiro, che consente ai giocatori di organizzare e immagazzinare fino a 1 500 Pokémon trasferibili dai loro giochi, oltre a una Memory Card e un cavo di collegamento per Game Boy Advance-GameCube.
Un adattamento manga della trama di Colosseum è stato stampato nei numeri del 2004 della rivista giapponese CoroCoro Comic e intitolato Pokémon Colosseum Snatcher Leo (ポケモンコロシアムスナッチャーズレオ?). Il gioco ha avuto un sequel pubblicato nel 2005 intititolato Pokémon XD: Tempesta Oscura. Ambientato ad Auros cinque anni dopo gli eventi di Colosseum, presenta un nuovo protagonista che cattura i Pokémon Ombra dal Team Cripto. Lugia Ombra è la mascotte del gioco e funge da antagonista.